# Biohidrógeno

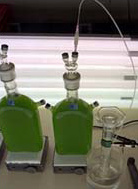
Producción microbial de hidrógeno.

El biohidrógeno está definido como el hidrógeno  que es producido biológicamente, por lo general realizado por algas, bacterias y archaea. El biohidrógeno es un potencial biocombustible accesible tanto por desechos de cultivo como de materiales orgánicos.

## Introducción
Actualmente,  hay una demanda enorme del hidrógeno químico. Aunque no hay ningún registro de volumen de producción y de uso de hidrógeno a nivel mundial, su consumo estima alcanzar los 900.000 millones de metros cúbicos en 2011.
Las refinerías son productoras y consumidoras  de hidrógeno en grandes volúmenes. Hoy en día el 96% de todo el hidrógeno es derivado de combustibles fósiles, con 48% a partir de gas natural, 30% proveniente de hidrocarburos, 18% de carbón y aproximadamente un 4% de electrólisis. Proyectos como el procesamiento de arenas petrolíferas, procesamiento de gases a líquidos y la gasificación de carbón requieren una gran cantidad de hidrógeno y se espera que aumente este requerimiento de manera significativa en los próximos años. Las regulaciones ambientales implementadas en la mayoría de los países implementaron el aumento en cuanto al requerimiento de hidrógeno en refinerías de gas y de desulfuración de diésel.
Una futura aplicación destacable del hidrógeno podría ser uso como una alternativa a los combustibles fósiles, una vez que los depósitos de petróleo se agoten. Esta aplicación aun así es dependiente del desarrollo de las técnicas de almacenamiento para propiciar un almacenamiento, distribución y combustión de hidrógeno apropiado. Si el costo de producción, distribución y uso de tecnologías disminuye, el hidrógeno como combustible podría incursionar en el mercado en el año 2020.
La fermentación industrial del hidrógeno, o el completo catálisis celular, requiere de una cantidad limitada de energía, dado que la fisión del agua es conseguida con la completa catálisis celular, para bajar la energía de activación. Esto permite que el hidrógeno pueda ser producido a partir de cualquier material orgánico que pueda tener una completa catálisis celular ya que este proceso no depende de la energía del substrato.

## Biohidrógeno a partir de algas
En 1939 un investigador alemán llamado Hans Gaffron, mientras estaba trabajando en la Universidad de Chicago, observó que el alga, Chlamydomonas reinhardtii (un alga verde),  a veces cambiaba la producción de oxígeno por la producción de hidrógeno. Gaffron nunca descubrió la causa de este cambio y por muchos años otros científicos fallaron en sus intentos por descubrirlo. En los tardíos 1990s el profesor Anastasios Melis un investigador en la Universidad de California en Berkeley descubrió que si el medio de cultivo era privado de azufre, entonces se cambiaba la producción de oxígeno (fotosíntesis normal), por la producción de hidrógeno. Él encontró que la enzima responsable de esta reacción era la hidrogenasa, pero que la hidrogenasa inhibía esta función en presencia del oxígeno. Melis Encontró que agotando la cantidad de azufre disponible para las algas interrumpía su flujo de oxígeno interno, dejando un entorno en donde la hidrogenasa podía activarse, causando así que las algas producieran hidrógeno. El alga Chlamydomonas moewusii también es un buen precursor para la producción de hidrógeno. Científicos de EE. UU. del Departamento de Energía del laboratorio Nacional de Argonne actualmente están tratando de encontrar una manera de tomar la parte de la enzima hidrogenasa que produce el hidrógeno e introducirla en el proceso de fotosíntesis. El resultado sería una gran cantidad de hidrógeno producido, posiblemente a la par de la cantidad de oxígeno que se cree.
Tomaría aproximadamente alrededor de 25.000 kilómetros cuadrados para ser suficiente cantidad como para desplazar el uso de gasolina en los EE.UU. Para poner esto en perspectiva, esta área representaría aproximadamente el 10% del área que se destinó al cultivo de soja en los EE. UU. El Departamento de Energía de los EE. UU.  ha señalado que el precio de venta como objetivo para tomar esta alternativa como modelo económicamente viable es de $2,60 dólares por kg de hidrógeno. 1 kg es aproximadamente el equivalente en cuanto a energía a un galón de gasolina. Para conseguir esto, la eficiencia de la conversión de hidrógeno tiene que lograr un 10% mientras la eficiencia actual es sólo del 1%, y su precio de venta actual está estimado en $13,53 dólares por kg. Según la DOE la estimación necesaria  en cuanto a la cantidad para una estación de recarga de combustible que suministra 100 coches por día, sería de 300 kg. Con la tecnología actual, lograr un sistema de producción de 300 kg al día requeriría de un vivero de 110.000 m² de área, concentración celular de 0,2 g/l y 10 cm profundidad en el vivero. Las áreas de investigación para aumentar la eficiencia del proceso incluye el desarrollo de hidrogenadas tolerantes al oxígeno y el incremento de la producción de hidrógeno por a mejora de las transferencias electrónicas.

## Biohidrógeno Bacterial

### Requisitos del proceso
Si el hidrógeno por fermentación es introducido a la industria, el proceso de fermentación será dependiente de ácidos orgánicos como substrato para la foto-fermentación. Los ácidos orgánicos son necesarios para índices altos de producción de hidrógeno.
Los ácidos orgánicos pueden ser derivados de cualquier fuente de materia orgánica como aguas residuales o residuos agrícolas. Los ácidos orgánicos más importantes son el ácido acético  (HAc), el ácido butírico (HBc) y el ácido propanóico(HPc). Una ventaja considerable en la producción de hidrógeno por fermentación es que no requiere de la glucosa como substrato.
La fermentación de hidrógeno debe ser un proceso de fermentación continuo, para poder obtener índices altos de producción, ya que la cantidad de tiempo para alcanzar niveles de producción altos por fermentación toma varios días.

### Fermentación
Varias estrategias para la producción de hidrógeno por fermentación a baja escala en laboratorios han sido encontradas en literatura. Aun así no ha sido encontrada ninguna estrategia para la producción a gran escala industrial. Para lograr una producción de escala industrial, la información de experimentos de laboratorio de baja escala ha sido retomada y ajustada a porciones industriales como una base teórica. En general, el método de fermentación de hidrógeno está definido en tres principales categorías:
- al primera es la fermentación oscura, la cual no requiere el uso de luz
- la segunda categoría es foto-fermentación, la cual sí requiere de luz como la fuente de energía.
- la tercera, es la fermentación-combinado, la cual se refiere al uso de las dos fermentaciones anteriores en conjunto.